# Živa istina (razgovorna emisija)
Živa istina (crn. ćiril. Жива истина) najpoznatiji, najdugotrajniji i najgledaniji crnogorski TV talk show. Utemeljitelj, urednik i voditelj novinar Darko Šuković.
Prva emisija Žive istine emitirana je na crnogorskoj Televiziji IN u ožujku 2002. godine. Od tada ona se u kontinuitetu emitira na TV Atlas i Televiziji Prva, a od 2014. na TV Prva, nedjeljom s terminom u 14 sati, također i na Radio Antena M.
Gosti emisije su poznate ličnosti crnogorskog političkog života, umjetnici, sportisti, također iz sfere međunarodne politike, te ličnosti s prostora bivše SFRJ: Milan Kučan , Stjepan Mesić, Raif Dizdarević, Haris Silajdžić, Ejup Ganić, Milorad Dodik, Zoran Đinđić, Vojislav Šešelj, Vuk Drašković, Boris Tadić, Aleksandar Vučić, Ramush Haradinaj, Goran Milić, Abdulah Sidran, Milka Babović, Anto Nobilo, Tereza Kesovija, Božo Sušec, Dragan Markovina, Branko Mamula. ..

## Vanjske poveznice
- Živa istina[neaktivna poveznica]